# Protoptila laterospina
Protoptila laterospina är en nattsländeart som beskrevs av Oliver S. Flint Jr. 1967. Protoptila laterospina ingår i släktet Protoptila och familjen stenhusnattsländor. Inga underarter finns listade i Catalogue of Life.